# Aprostocetus leptoneuros
Aprostocetus leptoneuros är en stekelart som först beskrevs av Julius Theodor Christian Ratzeburg 1844.  Aprostocetus leptoneuros ingår i släktet Aprostocetus och familjen finglanssteklar. Arten är reproducerande i Sverige. Inga underarter finns listade i Catalogue of Life.